# Dishonored: Death of the Outsider
Dishonored: Death of the Outsider — компьютерная игра в жанре стелс-экшен от первого лица с элементами RPG, разработанная французской компанией Arkane Studios. Её издатель компания Bethesda Softworks; игра была впервые анонсирована на выставке E3 2017. Выход игры для PlayStation 4, Xbox One и Microsoft Windows состоялся 15 сентября 2017 года. Dishonored: Death of the Outsider является самостоятельным дополнением к игре Dishonored 2 — для его запуска не требуется наличие оригинальной игры. Действие Dishonored: Death of the Outsider происходит в том же вымышленном мире, что и Dishonored и Dishonored 2. Героями игры являются наемные убийцы Дауд и Билли Лерк, ранее появлявшиеся в дополнениях к Dishonored; преступница Билли появлялась и в Dishonored 2, но играла в ней второстепенную роль. Билли вновь посещает южный город Карнаку, чтобы убить Чужого — богоподобное существо, которого считает ответственным за худшие моменты в истории империи.
По словам руководителя Arkane Харви Смита, в отличие от героев предыдущих игр, которые получали свои сверхъестественные силы благодаря метке Чужого, Билли Лёрк не отмечена его меткой: в результате событий Dishonored 2 она может существовать в двух состояниях одновременно, в некоем «искажении», и благодаря этому в состоянии мгновенно перемещаться с места на место — даже сквозь стены. Она пользуется несколькими магическими артефактами: искусственным «Глазом Мёртвого Бога», рукой, собранной из осколков «пустоты», и особым ритуальным ножом с двумя лезвиями, который однажды был использован, чтобы создать из юноши того, кто станет впоследствии известен как Чужой. После прохождения игры должен открыться новый режим Original Game Plus, который позволит игроку при новом прохождении использовать некоторые способности (а именно Перенос, Тёмное зрение и Домино) героев предыдущей игры — Корво и Эмили.

## Реакция и критика
| Сводный рейтинг | Сводный рейтинг |
| Агрегатор       | Оценка          |
| --------------- | --------------- |
| GameRankings    | 82,62 %         |

Игра получила звание «Стелс года» от журнала «Игромания».
Летом 2018 года, благодаря уязвимости в защите Steam Web API, стало известно, что точное количество пользователей сервиса Steam, которые играли в игру хотя бы один раз, составляет 167 394 человека.